# باول وير (لاعب كرة قدم)
باول وير (بالإنجليزية: Paul Were)‏ هو لاعب كرة قدم كيني في مركز نصف الجناح، ولد في 8 أكتوبر 1993 في كينيا. شارك مع منتخب كينيا لكرة القدم. أما مع النوادي، فقد لعب مع النادي الرياضي بكالوني ونادي أمازولو ونادي توسكر.

## وصلات خارجية
- باول وير على موقع قاعدة بيانات كرة القدم.إي يو (الإنجليزية)
- باول وير على موقع ناشيونال فوتبول تيمز (الإنجليزية)
- باول وير على موقع Soccerway.com (الإنجليزية)
- باول وير على موقع عالم كرة القدم.نت (الإنجليزية)